# Арсен Диклић
Арсен Диклић (Старо Село, 8. новембар 1922 — Београд, 4. јул 1995) био је српски и југословенски књижевник и сценариста. Својим књижевним стваралаштвом сврстао се у ред најзначајнијих српских писаца за децу и омладину.

## Биографија
Отац Раде и мајка Марија бавили су се земљорадњом. Диклићи су били Срби. Године 1933. Арсен је завршио основно образовање у Оточцу, средње је стекао у Сарајеву, а факултетско у Београду. Матурирао је у Сарајеву 1941. године. Након матурирања преселио се у Београд где је студирао историју уметности, али није дипломирао
У НОБ-у је учествовао од 1943. године. Био је илегалац у Војводини у Јаши Томићу. Године 1945.  је био члан Среског  комитета КПЈ у Јаши Томићу. Напушта Јашу Томић и враћа се у Београд.
Почиње да пише пре свега за децу да би касније  стасао у познатог писца и сценаристу. Од 1946. уређивао је часопис за децу Пионир, био новинар у листовима за децу, уредник дечије стране у Борби. Од 1954. године постаје један од агилнијих покретача и уредника дечијег листа Змај. Књижевним радом професионално се бавио од 1953. године.
Умро је у Београду 4. јула 1995. године.
Добитник је значајних признања и награда: Награда Владе НР Србије за дечију књижевност (1948); Дечије књиге за роман Салаш у Малом Риту (1953); Златне Пулске арене за сценарио Радопоље (1963); Октобарске награде за сценарио филма Марш на Дрину (1964) и друге.

## Дела

### Књижевна дела
Као дете, Арсен Диклић је заволео реку Гацку на којој је имао и свој скривени чамац, а кад је одрастао, најлепше дане провео је на Дунаву и Сави. Из те љубави и снова на рекама поникле су многе његове приче и песме, а једна од најлепших је поема „Плави кит“, узбудљива приповест о морнару свађалици и великом, плавом киту.
Диклић је писао песме, приповетке и романе за децу. Најпознатија дела су „Салаш у Малом Риту“ (роман у три дела), „Не окрећи се, сине“ (роман), „Плава ајкула“ (роман), и песме „Плави кит“, „Чика с брадом“, „Село крај Тамиша“, „Дунавске баладе“ и друге.
У романима Диклић описује збивања за време Другог светског рата. У сарадњи са Бранком Бауером, написао је филмски сценарио истоименог филма „Не окрећи се, сине“. Филм је добио ”Златну арену за режију“ на фестивалу у Пули 1956. године.
Дела му се одликују вешто грађеним заплетима, успелим карактеризацијама ликова, емотивношћу и непосредним односом према природи.

### Сценарији за филмове
Диклић је написао више сценарија за филмове и телевизијске серије, као и једну ТВ драму:
- 1955. — „Милиони на отоку“
- 1956. — „Не окрећи се, сине“
- 1957. — „Само људи“
- 1960. — „Дилижанса снова“
- 1963. — „Радопоље“
- 1964. — „Мушки излет“
- 1964. — „Марш на Дрину“
- 1968. — „Сунце туђег неба“
- 1974. — „Ужичка република“
- 1975. — „Зимовање у Јакобсфелду“
- 1976. — „Салаш у Малом Риту“
- 1977. — „Хајдучка времена“
- 1983. — „Велики транспорт“[13]
- 2024. — „Златни рез 42“ - постхумно